# Світ, якого не може бути
Світ, якого не може бути (англ. The World That Couldn't Be) — коротка науково-фантастична повість Кліффорда Сімака, вперше опублікована журналом «Galaxy Science Fiction» у січні 1958 року.

## Сюжет
На планеті Леярд фермер-колоніст Ґевін Дункан вирішив вполювати таємничу тварину Цита (англ. cytha), яка понадилась поїдати його врожай цінної лікарської рослини «вуа».
Особливістю цієї планети була її населенність безстатевими гуманоїдами, які були збирачами і серед них не було дітей.
Вождь племені неохоче виділив йому провідника на ім'я Сіпар, і вони відправилися по слідах Цити.
За добу їм вдалося наздогнати Циту і Гевін поранив її з автоматичної гвинтівки, але потім вона зникла, залишивши на місці декілька закривавлених шматків плоті.
За декілька діб полювання Цита ставала все вигадливішою і вже сама вела полювання на них.
Вона навчилась заплутувати сліди, майструвати лук і стріли, скинула каменепад на їхній табір і змусила Сіпара скоїти самогубство.
Зрештою вона заговорила з Гевіном і запропонувала почесну капітуляцію. Але він знову поранив її і почав переслідувати.
Цита влаштувала яму-пастку, але через раптовий шторм сама потрапила туди. Гевіну ж дерево придавило ногу біля ями.
Зазирнувши в яму, він побачив, що Цита складається з дитинчат гуманоїдів і декількох видів місцевих тварин: «донованів», «крикунів», «пильщиків» і «дияволят».
Тоді він згадав, як Сіпар розказував, що зростав разом в декількома тваринами і тому не полює на них і вони не загрожують йому.
Гевін допоміг дитинчатам вибратись нагору і Цита зникла в лісі.
А потім його оточили дорослі «доновани» — хижаки розміром зі слона. Коли Гевін продемонтрував готовність дорого віддати своє життя, вони зникли і повернулись з Цитою.
Та пояснила, що вони звільнять ногу Гевіна.
Цита домовилась по можливості не завдавати шкоди урожаю Гевіна.
У випадку, коли шкода все таки буде завдана, потрібно буде просто почати полювання на неї, щоб активувати її прогресивну пристосовуваність, яка може перетворювати Циту на розумну істоту.
Повертаючись в ліс і втрачаючи здатність розмірковувати Цита встигла вирішити включити вид Гевіна в наступний набір вирощуваного потомства.